# Juan Ramón
Pour les articles homonymes, voir Ramón.
Juan Ramón Pera, né le 22 février 1909 à Vilassar de Mar (province de Barcelone, Espagne) et mort le 7 avril 1968 à Barcelone, est un footballeur espagnol des années 1920 et 1930 qui jouait au poste d'attaquant avec le FC Barcelone et le Wydad AC.

## Biographie
Juan Ramón se forme dans les catégories inférieures du FC Barcelone. Il joue avec l'équipe première du Barça entre 1926 et 1935 (209 matchs et 148 buts inscrits). Au poste d'attaquant, il s'entend à la perfection avec Pepe Samitier. 
Juan Ramón fait partie de l'équipe du FC Barcelone qui remporte la première édition de l'histoire du championnat d'Espagne en 1929. Il débute en championnat le 12 février 1929 face au Racing de Santander (victoire 2 à 0 du Barça).
Avec Barcelone, il remporte aussi deux Coupes d'Espagne (1926 et 1928) et six championnats de Catalogne.
Sa meilleure période se situe entre 1929 et 1934 au cours de laquelle il est titulaire du Barça. Lors de sa dernière saison, le costaricien Alejandro Morera et Josep Escolà le relèguent sur le banc des remplaçants. 

## Palmarès
Avec le FC Barcelone :
- Champion d'Espagne en 1929
- Vainqueur de la Coupe d'Espagne en 1926 et 1928
- Champion de Catalogne en 1927, 1928, 1930, 1931, 1932 et 1935

Avec le Wydad AC :
- Vice-champion du Maroc en 1939/1940
- Vainqueur de la Supercoupe du Maroc en 1939/1940